# Austrobaileyales
Austrobaileyales es un orden de plantas angiospermas reconocido por sistemas de clasificación modernos como el APW (Angiosperm Phylogeny Website), que considera que incluye las familias Austrobaileyaceae como grupo basal de Schisandraceae + Trimeniaceae (cf. ).
Sería un clado primitivo de angiospermas, grupo hermano de todas ellas excepto Amborellales y Nymphaeales.

## Filogenia
Las relaciones filogenéticas de los tres clados son las siguientesː
|  | Austrobaileyaceae                                                                   |
|  |                                                                                     |
|  | \| \| Schisandraceae (antes Illiciaceae) \| \| \| \| \| \| Trimeniaceae \| \| \| \| |
|  |                                                                                     |
|  | Schisandraceae (antes Illiciaceae)                                                  |
|  |                                                                                     |
|  | Trimeniaceae                                                                        |
|  |                                                                                     |

|  | Schisandraceae (antes Illiciaceae) |
|  |                                    |
|  | Trimeniaceae                       |
|  |                                    |